# Operação Zelotes
A Operação Zelotes é uma operação da Polícia Federal do Brasil deflagrada em 26 de março de 2015 visando investigar um esquema de corrupção no Conselho de Administração de Recursos Fiscais (CARF), órgão colegiado do Ministério da Fazenda, responsável por julgar os recursos administrativos de autuações contra empresas e pessoas físicas por sonegação fiscal e previdenciária.
Investigam-se ao menos 70 empresas, destacando-se alguns dos maiores grupos empresariais do Brasil, como Gerdau, BankBoston, Mundial-Eberle, Ford, Mitsubishi, Santander, Bradesco, Banco Safra e o Grupo RBS, afiliado da Rede Globo no Rio Grande do Sul. O Partido Progressista também está sendo investigado. Já o ex-presidente da República Luiz Inácio Lula da Silva após ser também investigado, foi absolvido em 21 de junho de 2021. 

## Significado do nome
O termo 'zelote', do grego ζηλωτής, transl. zēlṓtḗs,  significa 'zeloso seguidor'.  Os zelotes constituíam uma seita e partido político judaico (uma espécie de ala radical dos fariseus) que preconizava Deus como o único soberano da nação judaica.  Assim, opunham-se radicalmente à dominação romana — especialmente aos impostos cobrados por Roma —, promovendo ataques a romanos e gregos (fossem militares ou civis), ou mesmo a judeus acusados de colaboracionismo. Sob instigação dos zelotes, produziu-se a revolta da Judeia.

## Histórico
O CARF é formado por 216 conselheiros, sendo que metade é de auditores fiscais, representando a Receita Federal do Brasil, e a outra metade de indicados por confederações e entidades de classe, representando os contribuintes.
Conforme relatórios de investigações da Polícia Federal, alguns conselheiros suspendiam julgamentos e alteravam votos em favor de determinadas empresas, em troca de pagamentos.
Há indícios de que o esquema teve início em 2005, mas as investigações só começaram em 2013.  Os relatórios indicam que conselheiros e servidores do CARF manipulavam a tramitação dos processos e consequentemente o resultado dos julgamentos do  Conselho.  Os conselheiros que julgavam os processos recebiam suborno para que se reduzissem ou até anulassem os valores das multas nos autos de infração emitidos pela Receita Federal. O prejuízo aos cofres públicos apurado até março de 2015 foi de R$ 5,7 bilhões. O montante  em todos os processos investigados chega a R$ 19 bilhões, próximo ao valor envolvido na Operação Lava Jato (estimado em R$ 20 bi) e superando muito o valor envolvido em outros esquemas de corrupção investigados pela Polícia Federal do Brasil, como o mensalão.
Até março de 2015, a operação Zelotes investigava 70 empresas.  A Polícia Federal encontrou "elementos consideráveis de irregularidades"  nas seguintes: Gerdau, Cimento Penha, BankBoston, J.G. Rodrigues, Café Irmãos Julio, Mundial-Eberle; Ford e Mitsubishi, Santander, Bradesco, Banco Safra. e RBS, afiliada da Rede Globo no Rio Grande do Sul. Além disso, foi também investigado o envolvimento do Partido Progressista (PP).
Em 11 de dezembro de 2015, a Polícia Federal intimou o ex-presidente Luiz Inácio Lula da Silva a esclarecer a suposta compra de medidas provisórias.  Suspeita-se que um grupo de lobistas e empresários pagou pelas medidas que beneficiaram empresas do setor automotivo e que esse grupo teria contatos na Presidência da República durante o seu governo. Uma das empresas suspeitas de participar do esquema, a Marcondes e Mautoni, tem um contrato de mais de R$ 2 milhões com o filho caçula do ex-presidente por um serviço de consultoria e é também alvo de investigação. O ex-presidente e seu filho foram finalmente denunciados faltando dois dias para completar um ano depois. No dia 21 de junho de 2021 o Juiz Frederico Botelho de Barros Viana, da 10ª Vara Federal do Distrito Federal, absolveu o ex-Presidente Lula, Gilberto Carvalho e mais cinco acusados. No mês anterior a absolvição dada pelo Juiz Frederico Botelho ao ex-Presidente Lula o próprio Ministério Público Federal pediu a absolvição do ex-presidente por não ter encontrado indícios de favorecimento ao Lula ou ao PT.
Em 19 de setembro de 2017, relatórios da Operação apontaram que o banco Santander teria obtido R$ 83 milhões em créditos tributários por meio de um esquema de pagamento de propinas na Receita Federal. Conforme a investigação, o banco contratou um escritório de consultoria em 2013, que teria comprado decisões favoráveis do Fisco. Os recursos foram liberados pela Delegacia Especial da Receita de Instituições Financeiras em São Paulo (Deinf-SP), na qual funcionaria um núcleo de corrupção voltado para beneficiar bancos ilegalmente, comandado pelo auditor Eduardo Cerqueira Leite. Ele já é alvo de outras denúncias da Zelotes à Justiça, entre elas a que aponta supostos pagamentos indevidos para livrar o Santander de multa de R$ 890 milhões. As novas investigações, conduzidas pelo MPF e a Corregedoria do Ministério da Fazenda, mostram que o banco contratou em outubro de 2013 a Lupe Consultoria e Assessoria Ltda, com o propósito formal de identificar possíveis créditos tributários por compensações ou restituições não realizadas pelo Fisco.
Em 12 de março de 2018, o justiça aceitou a denúncia contra o ex-ministro da Fazenda Guido Mantega por advocacia administrativa na Operação Zelotes. Mantega passou a responder pela suspeita de ter atuado para beneficiar uma empresa do empresário Victor Garcia Sandri em julgamentos do Carf, no período em que era titular da pasta. Além de Mantega, o próprio Sandri e outros 11 se tornaram réus pelos crimes de corrupção e lavagem de dinheiro. Para a força-tarefa da operação, a influência da organização criminosa sobre Mantega era “inquestionável” e o esquema para livrar a empresa de Sandri de uma multa de mais de R$ 110 milhões (em valores atualizados) não seria possível sem a atuação do ex-ministro.
Em 24 de fevereiro de 2025, a Justiça Federal do Distrito Federal] encerrou uma investigação da operação contra o ex-ministro da Fazenda Guido Mantega por corrupção e lavagem de dinheiro.

## Fases
- Primeira fase - No dia 26 de março de 2015 foram cumpridos por 180 policiais federais 41 mandados de busca e apreensão, sendo 24 no Distrito Federal, 16 em São Paulo e um no Ceará. Em 9 de julho, na CPI do Carf, a comissão aprovou a quebra dos sigilos fiscal e bancário dos ex-conselheiros do CARF Leonardo Manzan, Jorge Victor Rodrigues e Adriana Ribeiro. Também terão os sigilos quebrados o atual conselheiro Paulo Cortez e a ex-funcionária da empresa JR Silva Advogados e Associados Gegliane Pinto, de propriedade de Adriana Ribeiro.[23]
- Segunda fase - Em 3 de setembro de 2015, a PF realizou buscas e apreensões em nove escritórios de contabilidade no estados do Rio Grande do Sul, São Paulo e no Distrito Federal. As buscas foram realizadas em conjunto pela Polícia Federal, Receita Federal e Corregedoria do Ministério da Fazenda.  De acordo com a PF, o objetivo foi colher documentos contábeis de algumas empresas investigadas para auxiliar nas investigações.[24]
- Terceira fase - Em 8 de outubro de 2015, os agentes da PF fizeram apreensões no Rio de Janeiro e no Distrito Federal, de indícios de que mais um integrante do Conselho Administrativo de Recursos Fiscais, ligado ao Ministério da Fazenda, teria recebido propina para anular ou reduzir dívidas de empresas na Receita Federal.[25]
- Quarta fase - Em 26 de outubro de 2015, a PF deflagrou uma nova fase da Operação Zelotes, com cerca de 100 policiais federais cumprindo 33 mandados judiciais[26], sendo um deles de busca e apreensão no Jardins, bairro nobre de São Paulo, na empresa LFT Marketing Esportivo, que pertence a Luís Claudio Lula da Silva, filho do ex-presidente Luiz Inácio Lula da Silva.[27] Em nova etapa da operação, os agentes investigam esquema de lobby e corrupção para “comprar” medidas provisórias que favorecem empresas do setor automobilístico. Os agentes da PF prenderam o lobista Alexandre Paes dos Santos, conhecido como APS, e Eduardo Valadão, sócio do lobista José Ricardo no escritório JR Silva Advogados, e fez buscas em empresa que representa a Mitsubishi no Brasil.[26]
- Quinta fase - Em 24 de novembro de 2015, a PF em conjunto com o Ministério Público Federal (MPF) deflagrou nova fase da operação. Foram cumpridos quatro mandados judiciais autorizados pela 10ª Vara Federal Criminal do Distrito Federal, sendo um de busca e apreensão em São Paulo, além de duas prisões preventivas em Brasília e uma prisão domiciliar em São Paulo.[28]
- Sexta fase - Em 25 de fevereiro de 2016, a PF deflagrou uma nova fase da operação.  O alvo foi a empresa siderúrgica Gerdau, investigada por suposta compra de decisões no CARF que somam R$1,5 bilhão.[29]  Realizaram-se buscas em São Paulo, Distrito Federal, Rio de Janeiro, Rio Grande do Sul e Pernambuco, onde cumpriram-se 9 mandados de condução coercitiva, sendo um deles de André Gerdau, diretor-presidente e presidente do comitê executivo da Gerdau.[30]  A PF descobriu que firmas e pessoas ligadas ao conselheiro José Ricardo receberam pelo menos R$ 687 mil da empresa Planeja Consultoria.  Essa empresa, por sua vez, mantinha contrato no qual previa 1% de comissão caso a Gerdau obtivesse vitória no CARF. Muitos dos pagamentos eram indiretos: a Planeja depositava na conta de uma empresa dos sócios, que por sua vez fazia a transferência para firmas ligadas ao mesmo.  A Polícia Federal afirma ainda que os valores poderiam ser maiores, caso a operação não tivesse sido desbaratada.[31]
- Sétima fase - Em 9 de maio de 2016, a PF deflagrou uma nova fase da operação, tendo com alvo a empresa Cimento Penha, acusada de pagar propina para ter multa anulada no Carf.[32] A operação ocorreu no Distrito Federal e nos estados de São Paulo e Pernambuco.[33] O ex-ministro do governo Dilma Guido Mantega foi levado pela PF para prestar depoimento sob condução coercitiva.[34]
- Oitava fase - Em 1 de dezembro de 2016, a PF deflagrou uma nova fase da operação tendo entre os alvos os bancos Itaú e o BankBoston.[35] Cerca de cem policiais federais cumpriram 34 mandados judiciais, sendo 21 mandados de busca e apreensão e 13 de condução coercitiva, nos estados de São Paulo, Rio de Janeiro e Pernambuco. A nova etapa da operação apontou a existência, entre os anos de 2006 e 2015, de conluio entre um conselheiro do CARF e uma instituição financeira. O esquema criminoso envolvia escritórios de advocacia e empresas de consultoria. A PF identificou que houve sucesso na manipulação de processos administrativos fiscais em, ao menos, três ocasiões. Os investigados poderão responder, na medida de suas participações, pelos crimes de corrupção ativa, corrupção passiva, advocacia administrativa tributária e lavagem de dinheiro [36]
- Nona fase - Em 8 de fevereiro de 2017, uma nova fase foi deflagrada e cumpriu seis mandados de busca e apreensão em Santa Catarina, Distrito Federal e Minas Gerais. O alvo foi um banco não identificado com sede no Rio de Janeiro que teria negociado propina dentro do Conselho Administrativo de Recursos Fiscais (Carf) para anular débitos de R$ 188 milhões com a Receita Federal. As medidas incluíram quatro pessoas físicas e duas pessoas jurídicas, parte delas já com ações penais em curso dentro da Zelotes. Também foi solicitada a quebra dos sigilos bancário, fiscal, telemático e telefônico dos envolvidos. O pedido enviado à Justiça é baseado em relatório produzido pela Corregedoria do Ministério da Fazenda, que aponta a existência de articulação fraudulenta no julgamento do caso pelo tribunal administrativo.[37]
- Décima fase - Em 26 de julho de 2018, a PF deflagrou nova etapa da operação, investigando suspeitas de corrupção e lavagem de dinheiro envolvendo conselheiros e ex-conselheiros do Carf e o ex-secretário de Comércio Exterior no governo Dilma Rousseff, Daniel Godinho. Foram cumpridos mandados de busca e apreensão em Brasília, São Paulo, Rio de Janeiro e Recife.[38] Desta vez, foram investigadas oito pessoas e duas empresas. Os prejuízos calculados ultrapassam, em valores atualizados, R$ 900 milhões, de acordo com o Ministério Público Federal (MPF).[39]

## Denúncias do MPF
Em 24 de julho de 2017, a Justiça Federal do Distrito Federal aceitou a denúncia do Ministério Público Federal e transformou em réus onze investigados na Operação Zelotes, que apura irregularidades no âmbito do Conselho Administrativo de Recursos Fiscais (Carf). O MPF acusa ex-integrantes do BankBoston de pagar propina para assegurar julgamentos e pareceres administrativos favoráveis à instituição financeira. Entre os réus, estão um ex-diretor jurídico, servidores públicos, advogados, conselheiros e lobistas. Com a aceitação da denúncia, os réus vão responder corrupção, gestão fraudulenta, lavagem de dinheiro, apropriação de dinheiro de instituição financeira e organização criminosa. Além da prisão, o MPF quer que os envolvidos paguem uma indenização por danos morais coletivos no valor de R$ 100 milhões. A denúncia abrange um período de nove anos (de 2006 a 2015). O documento detalha o andamento de dois processo administrativos que tramitaram no tribunal administrativo e outros cinco recursos que passaram apenas pela delegacia da Receita Federal, em São Paulo. O prejuízo da União calculado é de mais de R$ 694 milhões, em valores da época.

## Casos semelhantes
Em 6 de julho de 2016, a PF deflagrou a Operação Quatro Mãos, que prendeu em flagrante um membro do Carf.  A operação partiu de denúncia de uma empresa privada de grande porte no momento em que o conselheiro solicitou vantagens para proferir decisão favorável e influenciar em julgamento de processo administrativo no âmbito do Carf.  Apesar da semelhança, a ação ocorreu independentemente das investigações levadas pela Zelotes.